# کارلسنبوری
کارلسنبوری (به سوئدی: Karlsborg) یک منطقهٔ مسکونی در سوئد است که در بخش کارلسنبوری واقع شده‌است. کارلسنبوری ۵٫۴۰ کیلومتر مربع مساحت و ۳٬۵۵۱ نفر جمعیت دارد.